# Moralitet
Moralitet, av franska moralité, av senlatinets moralitas, är en typ av religiöst skådespel med allegoriska rollfigurer.
Moraliteterna var versifierade allegoriska dramer med dygder och laster och andra abstrakta begrepp som rollinnehavare ocm religiös och politisk tendens. De förekom främst i Frankrike och England. I Frankrike har man påträffat ungefär 65 moraliteter, i England fler. I Frankrike är Bien avisé, mal avisé äldst, från 1439. Längst är L'homme pescheur med över 23 000 verser. Genren höll här i sig till 1550.
I England är "Spelet om Envar" den mest kända, och här levde genren kvar längre, tills Oliver Cromwell förbjöd moraliteter.
I andra länder finns liknande typer av dramer, men utgör inte en egen genre skild från mysteriespelen, som de står nära. Exempel på sådana spel är några av Lope de Vegas Comedias såsom El viage del alma ("Själens resa").